# Kelsang Wangdu
Kelsang Wangdu aussi appelé Ngawang Kalsang et Dergé Sé (1912-1984) est un ancien élève de l'École anglaise de Gyantsé qui devint le gouverneur de Markham Gartok. Prince de Dergué, il vit en dehors de son royaume, gouverné par sa mère. Il commande une petite armée de 400 hommes quand l'armée populaire de libération traverse le Drichu depuis Batang et marche vers Markham.